# Фарр, Дэвид
Дэвид Фарр (David Nelson Farr; родился в 1955 г.) — американец, главный исполнительный директор и председатель совета директоров корпорации Emerson. Женат, имеет двоих детей.
Под руководством Дэвида Фарра продажи корпорации Emerson достигли $24,2 миллиардов в 2011 финансовом году, компания увеличила своё присутствие на мировом рынке, инвестируя в технологии, поддерживая стабильные финансовые показатели компании по продажам, доходу, денежным потокам и прибыли на акционерный капитал.

## Образование
Г-н Фарр имеет степень бакалавра по химии университета Wake Forest (Wake Forest University) и степень магистра делового администрирования (Vanderbilt University).

## Карьера
Дэвид Фарр пришел в компанию Emerson в 1981 г. За время своей карьеры в корпорации он работал менеджером по связям с инвесторами, занимал должность вице-президента по корпоративному планированию и развитию, президента компании Ridge Tool (подразделение Emerson) и вице-президента группы по производству промышленных компонентов и оборудования для бизнеса. Затем он 4 года возглавлял Emerson в Азиатско-Тихоокеанском регионе в Гонконге и компанию Astec – совместное предприятие корпорации Emerson.
В 1997 Дэвид Фарр вернулся в Сент-Луис и занял пост исполнительного вице-президента по контролю за системами управления бизнес-процессами корпорации Emerson. В мае 1999 г. он стал старшим исполнительным вице-президентом и главным операционным директором компании и занимал эту должность до назначения на должность CEO в 2000 г., сменив на этом посту Чарльза Ф. Найта. С ноября 2005 по октябрь 2010 Дэвид Фарр также возглавлял корпорацию в качестве президента.

## Достижения
- Назван одним из 25 лучших менеджеров по оценке журнала BusinessWeek в 2000 году.[5]
- Признан одним из лучших генеральных директоров Америки по оценке журнала Institutional Investor за 2008, 2009, 2010 и 2011 гг.[6].
- Является членом Делового Совета в Вашингтоне (The Business Council) и состоит в Совете Директоров Американо-китайского Делового Совета (US-China Business Council).
- Почетный профессор ЮУрГУ[7].